# Przeraźliwe echo trąby ostatecznej

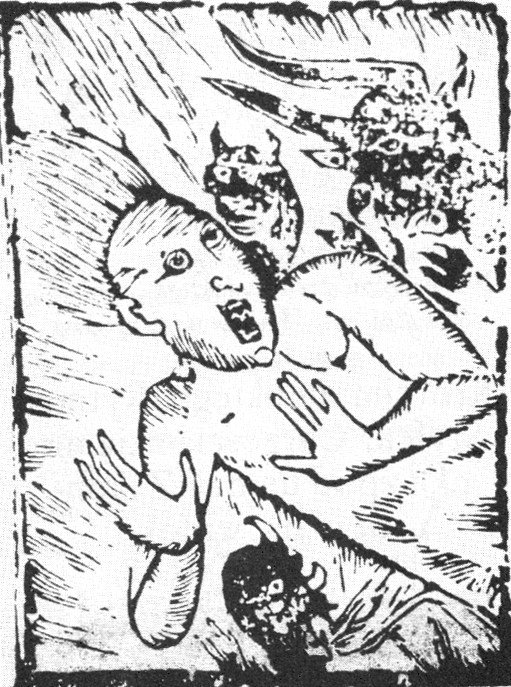
Drzeworyt nieznanego autorstwa pt. Męka słyszenia, ilustracja w Przeraźliwym echu trąby ostatecznej, Kraków 1695 r.

Przeraźliwe echo trąby ostatecznej – poemat Klemensa Bolesławiusza wydany w 1670 w Poznaniu lub, według innych źródeł, w 1674 w Krakowie. Zawierał opis życia po śmierci. Był bardzo popularny – do końca XVIII w. ukazało się około dziesięciu wydań utworu, a w wieku XIX – dwanaście wydań. Wydanie poematu ozdobione było drzeworytami.
W wizji Bolesławiusza po Sądzie Ostatecznym w raju będzie odbywać się bankiet, na którym podawane będą drogie i wyśmienite potrawy, panować będzie też nastrój gościnności. W piekle natomiast spożywane będą różne płazy i gady, które następnie będą gryzły wnętrzności biesiadników. Ci, którzy za życia kradli będą w piekle obdzierani ze skóry.